# Selenca maculata
Selenca maculata is een hooiwagen uit de familie Assamiidae.